# كنيسة مدينة دبي
كنيسة مدينة دبي هي كنيسة في الإمارات العربية المتحدة.

## التاريخ
تأسست في عام 1999. تضم الآن أكثر من 1000 شخص من جنسيات مختلفة، يجتمعون في مجمع كنيسة الثالوث المقدس في دبي مساء كل يوم سبت. الكنيسة الروسية في دبي يرتادها أشخاص من جنسيات مختلفة، وخاصة الجالية الروسية مع العبادة والخطب باللغة الروسية، وكنيسة مدينة أبوظبي مرتبطة بها كهنوتيًا.